# Fritz Gunst

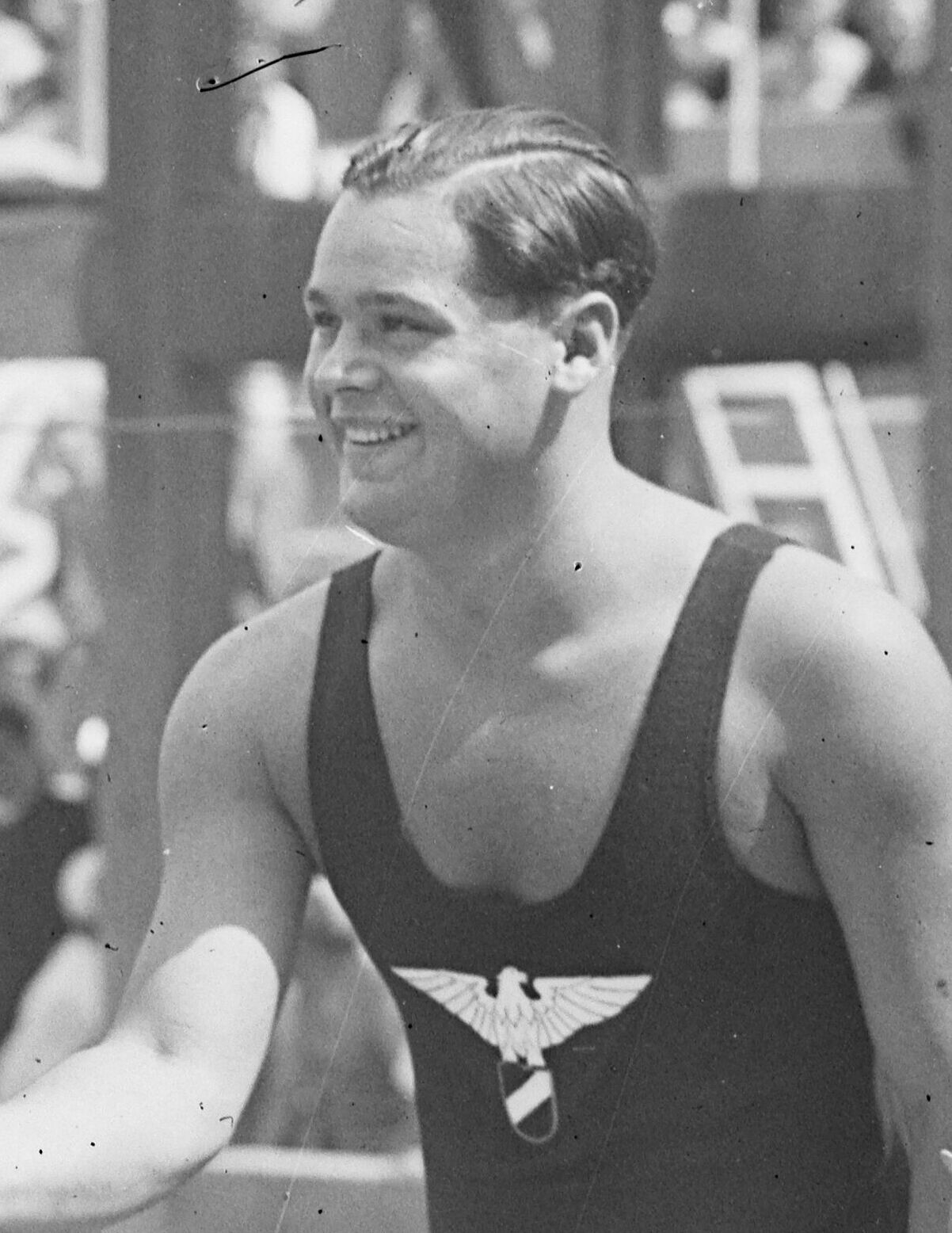
Fritz Gunst (1933)

Fritz „Itze“ Gunst (* 22. September 1908 in Hannover; † 9. November 1992 ebenda) war ein deutscher Wasserballspieler. Mit der Nationalmannschaft gewann er bei den 13 internationalen Championaten zwischen 1926 und 1939 (Olympische Spiele, Europameisterschaft und Sechs-Nationen-Turnier 
der LEN um den Klebelsberg- bzw. Horthy-Pokal) bis heute in Deutschland unerreichte zwölf Medaillen.

## Werdegang
Bei den Olympischen Spielen 1928 in Amsterdam wurde er mit der deutschen Wasserballmannschaft Olympiasieger. Vier Jahre später, bei den Olympischen Spielen 1932 in Los Angeles, sowie auch acht Jahre später, bei den Olympischen Spielen 1936 in Berlin, gewann er nochmals die Silbermedaille im Wasserball. Gunst wurde 1926 bei der ersten Europameisterschaft im Wasserball Dritter, 1931, 1934 und 1938 war er jeweils am Gewinn der Silbermedaille beteiligt. Insgesamt nahm Gunst an 115 Länderspielen teil.
Gunst gehörte dem SV Wasserfreunde 1898 Hannover an, mit denen er 1927, 1936, 1937 und 1938 deutscher Meister wurde.
1988 wurde Gunst vom Nationalen Olympischen Komitee als ältester noch lebender deutscher Olympiasieger zu den Spielen im südkoreanischen Seoul als Ehrengast eingeladen. Im Jahr 1990 erfolgte die Aufnahme in die Ruhmeshalle des internationalen Schwimmsports.
Im Zweiten Weltkrieg trug er eine Verletzung davon, die eine Oberschenkel-Amputation nach sich zog. Trotzdem war er auch danach noch sportlich aktiv und wurde 1946 mit den Wasserfreunden inoffizieller deutscher Meister.

## Internationale Erfolge
- 1926: Bronze – Europameisterschaft in Budapest  (HUN)
- 1927: 5. Platz – Europameisterschaft in Bologna (ITA)
- 1928: Gold – Olympische Spiele in Amsterdam (NED)
- 1929: Bronze – Europaturnier in Budapest (HUN)
- 1930: Silber – Europaturnier in Nürnberg (GER)
- 1931: Silber – Europameisterschaft in Paris (FRA)
- 1932: Silber – Olympische Spiele in Los Angeles (USA)
- 1934: Silber – Europameisterschaft in Magdeburg (GER)
- 1935: Bronze – Europaturnier in Brüssel (BEL)
- 1936: Silber – Olympische Spiele in Berlin (GER)
- 1937: Silber – Europaturnier in Budapest (HUN)
- 1938: Silber – Europameisterschaft in London (GBR)
- 1939: Gold – Europaturnier in Doetinchem (NED)